# (73937) 1997 SV6
1997 أس في 6 (ويعرف أيضًا باسم (73937) 1997 أس في 6 وفق تسمية الكوكب الصغير) (بالإنجليزية: 1997 SV6)‏؛ هو كويكب ضمن حزام الكويكبات.
اكتُشف هذا الجُرم الفلكي بواسطة سبيس واتش في 23 سبتمبر 1997، وترتيبه 73937 من حيث الاكتشاف.

## الوصف
اكتُشف 739371997SV في 23 سبتمبر 1997 في مرصد قمة كت الوطني، الواقع في صحراء سونورا، أريزونا في الولايات المتحدة، بواسطة مشروع سبايس واتش (مشاهد السماء) التابع لجامعة أريزونا. وقد رصد المشروع 433 مشاهدة للكويكب إلى غاية 10 نوفمبر 2021 بتوقيت منطقة المحيط الهادئ، أي في مدة قدرها 8,817 يومًا (24.2 عام). تستغرق الفترة المدارية للكويكب 1,780 يومًا (4.9 عام).

## الخصائص المدارية
يتميز مدار هذا الكويكب بنصف محور رئيسي يبلغ 2.87 وحدة فلكية، وحضيض قدره 2.63 وحدة فلكية، وانحراف قدره 0.0851 وزاوية ميلان 0.319 درجة بالنسبة لمسار الشمس. بسبب هذه الخصائص، أي نصف المحور الرئيسي بين 2 و3.2 وحدة فلكية وحضيض أكبر من 1,666 وحدة فلكية، يُصنف هذا الجُرم الفلكي وفقًا لقاعدة بيانات مختبر الدفع النفاث لأجرام النظام الشمسي الصغيرة كائنًا من حزام الكويكبات الرئيسي.

## وصلات خارجية
- (73937) 1997 SV6 في قاعدة بيانات مختبر الدفع النفاث لأجرام النظام الشمسي الصغيرة

- الاكتشاف · مخطط المدار ·  العناصر المدارية · المعلمات المادية

- (73937) 1997 SV6 على موقع ويكي سكاي: DSS2, SDSS, GALEX, IRAS, Hydrogen α, X-Ray, Astrophoto, Sky Map, Articles and images